# Reologie
Reologie (van het Grieks rhei (stromen), vergelijk panta rhei) is de tak van de fysica die een aantal stromingseigenschappen van materialen bestudeert. De reologie beschrijft de relatie tussen de opgelegde spanning (of kracht) op een materiaal en de vervormingen die daardoor teweeggebracht worden.
Viscositeit is daarvan de bekendste. De snelheid waarmee een druppel langs een plaat naar beneden loopt, de zogenaamde 'vloei', is een andere eigenschap.
Als vloeistoffen thixotropisch zijn, houdt dat in dat de reologische waarden afhankelijk zijn van de tijd dat de vloeistof heeft stilgestaan (eventjes roeren heeft dan dus invloed op viscositeits- en vloeiwaarden).
Ook het spetteren en verstuiven van vloeistoffen is onderwerp van studie bij de reologie.
De reologische eigenschappen van brooddeeg zijn belangrijk bij de broodbereiding. Zo wordt baktarwe getest op de reologische eigenschappen alvorens het meel gebruikt wordt voor de broodbereiding.

## Reologietechnieken
Reologietechnieken zijn:
- Capillaire reometrie
- Parallelleplaatreometer
- Torque-reometer
- Shearing disc viscometer
- Oplosviscositeit 
  - Relatieve viscositeit
  - Gereduceerde viscositeit
  - Inherente viscositeit
  - Intrinsieke viscositeit